# Вагонобудування

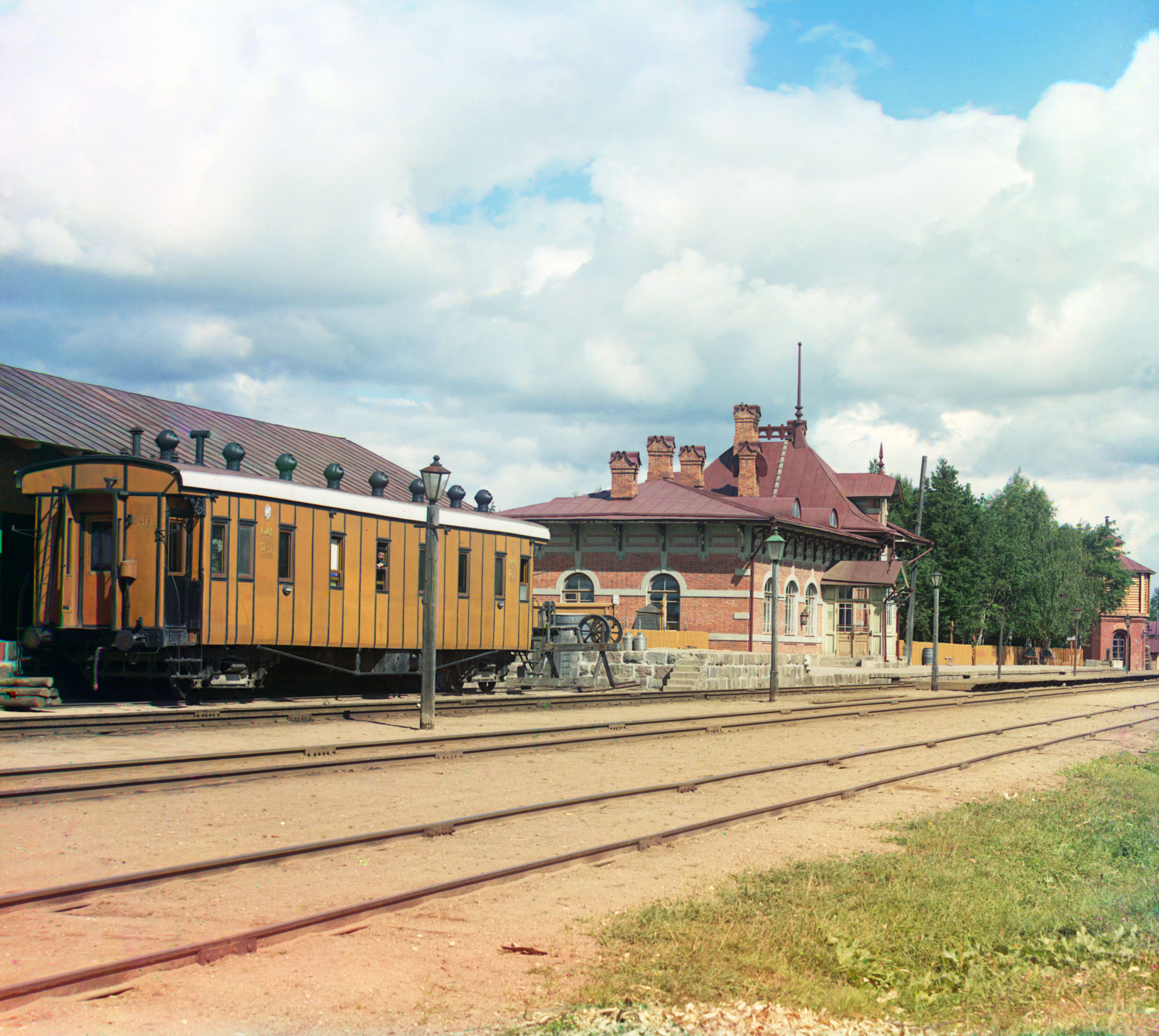
Пасажирський вагон на станції Бородіно. 1911 рік

Вагонобудува́ння — галузь транспортного машинобудування. Першочергове значення в галузі має підвищення технічного рівня вагонів.
Підвищення технічного рівня вагонів у галузі відбувається за такими напрямками:
- застосуванням нетрадиційних матеріалів з більш високими стійкими характеристиками,
- нових методів зварювання
- прогресивними технологічних процесів
- застосуванням нових опоряджувальних теплоізоляційних матеріалів, якісних лакофарбових покрить.

Характеристики експлуатації, що впливають на ринок вагонів:
- міжремонтних пробігів
- осьові навантаження
- вартість експлуатації
- оборотність вагонів.

## Експлуатація вагонів
2010 році положенням про продовження терміну служби вагонів Радою з залізничного транспорту держав-учасниць Співдружності Незалежних держав дозволяється експлуатувати вагони до 60 років.
Термін служби старих вагонів можна було продовжити після ремонту на 5-7 років. У РФ згодом обмежили термін продовження експлуатації до року.

## Підприємства галузі
- Дніпровагонмаш
- Крюківський вагонобудівний завод
- Стахановський вагонобудівний завод
- Дизельний завод